# Yasumi Matsuno
Yasumi Matsuno (松野 泰己?, Matsuno Yasumi; Niigata, 24 ottobre 1965) è un autore di videogiochi giapponese. In particolare, è un game designer.
Tra le sue opere spiccano titoli come Final Fantasy Tactics, Vagrant Story, la serie Tactics Ogre, e la storia e il concept originale di Final Fantasy XII.
Il mostro Yazmat (o Yiazmat) presente nella serie, è dedicato a lui poiché Yaz è il soprannome usato dai colleghi in Square e Mat deriva dal suo cognome.

## Carriera
Inizia la sua carriera in Quest, team di sviluppo all'epoca sotto Enix, dove crea nel 1993 Ogre Battle: March of the Black Queen, un videogioco di ruolo tattico per SNES, capostipite della serie. Nel 1995 dirige il secondo capitolo, Tactics Ogre: Let Us Cling Together, sempre per SNES. Entrambi i giochi ottengono un buon successo di critica.
Nello stesso anno Matsuno e alcuni suoi colleghi (tra cui Akihido Yoshida) lasciano Quest per lavorare in Squaresoft. Sfruttando l'esperienza derivata dalla creazione dei precedenti tattici, il team pubblica nel 1997 su PlayStation Final Fantasy Tactics. Simile nel design e nel gameplay a Tactics Ogre, il gioco viene acclamato dai giocatori soprattutto per la sua complessa e intricata trama dai risvolti politici.
In seguito Matsuno e il suo team iniziano a lavorare su Vagrant Story, uscito nel 2000 su PlayStation. Anche qui il gioco ottiene successo sia dalla stampa specializzata (tra cui spicca il 40/40 dato da Famitsū), sia dai fan.
In seguito Matsuno ha supervisionato il servizio PlayOnline di Squaresoft, prima del rilascio della versione beta nel 2001 e ha lavorato come producer per Final Fantasy Tactics Advance, uscito su GBA nel 2003, su cui ha lavorato Quest (nel frattempo il team e i diritti di Tactics Ogre erano stati acquistati da Square Enix).
Assieme a Hiroyuki Ito, Matsuno iniziò a lavorare nel 2001 come direttore di Final Fantasy XII, di cui ha scritto la trama e ideato il concept originale, ruolo da cui però si è dovuto ritirare a metà circa dello sviluppo. Ufficialmente l'abbandono fu dovuto a problemi di salute di Matsuno, ma secondo alcune voci lasciò il posto per le pressioni della società, dovute per i continui rimandi dell'uscita del gioco e lo sforamento del budget. Il suo posto venne preso da Hiroshi Minagawa. Nel 2010 sul suo account Twitter, Matsuno ha confermato i problemi di salute che gli impedirono di lavorare.
Nel 2005 Matsuno lasciò ufficialmente Square Enix.
Nel 2009 ha collaborato alla stesura della storia di MadWorld per Wii.
Nel 2010 è tornato a collaborare con Square Enix per il remake per PSP di Tactics Ogre: Let Us Cling Together, intitolato Tactics Ogre: Wheel of Fortune.
A giugno 2011 ha annunciato di essere entrato a far parte di Level-5 e di lavorare a un titolo a cui pensa da 10 anni. Matsuno ha commentato di essersi unito a Level-5 per la possibilità di fare giochi più compatti e di avere maggior potere decisionale nei loro contenuti e nel loro sviluppo.

## Opere
- Ogre Battle: March of the Black Queen: direttore, scenario e game design
- Tactics Ogre: Let Us Cling Together: direttore, scenario e game design
- Final Fantasy Tactics: direttore, script e game design
- Vagrant Story: produttore, storia, direttore e battle design
- Final Fantasy Tactics Advance: produttore, concept originale
- Final Fantasy XII: storia, concept originale, scenario, supervisore
- MadWorld: storia
- Tactics Ogre: Let Us Cling Together (versione PSP): game design, scenario, creatore originale, supervisore